# Uvaria laurentii
Uvaria laurentii är en kirimojaväxtart som beskrevs av De Wild. Uvaria laurentii ingår i släktet Uvaria och familjen kirimojaväxter. Inga underarter finns listade i Catalogue of Life.